# Dora Tamana
Dora Ntloko Tamana, née le 11 novembre 1901 et morte le 23 juillet 1983,  est une militante anti-apartheid sud-africaine connue pour son engagement en faveur de la justice sociale et de l’égalité. Elle consacre sa vie à la lutte contre le régime de l’apartheid en Afrique du Sud. Ses expériences avec les injustices perpétrées sous l’apartheid  nourrisent sa détermination pour une société égalitaire et contre la fin de l’apartheid en Afrique du Sud.

## Biographie

### Jeunesse (1901–1921)
Dora Ntloko nait le 11 novembre 1901 de parents Minah et Joel Ntloko. Elle est l’aînée de quatre enfants.  Elle décrit son enfance comme une image de tristesse et d’isolement, dans une communauté intacte de Hlobo, dans le Transkei, qui faisait alors partie de la colonie du Cap. L’éducation de Tamana consistait à fréquenter l’école jusqu’à la quatrième norme à l’âge de 10 ans, mais elle était principalement autodidacte. Une grande partie de sa vie a consisté à vivre et à travailler sur les terres de sa famille, où elles travaillaient ensemble pour s’occuper de leur bétail et effectuer les tâches ménagères.  À l’adolescence, Dora et sa famille se sont convertis à la dénomination israélite, une église noire qui croyait aux idéaux juifs et de l’Ancien Testament.  Ce groupe religieux a commencé à habiter une région appelée Ntabelanga.  Le gouvernement sud-africain a considéré cela comme une occupation illégale des terres, ce qui a conduit au massacre de Bulhoek en 1921 des membres de la secte israélite, où son père est mort. Ce massacre et sa perte ont inspiré son activisme et sa lutte contre l’apartheid sud-africain.

### Militantisme
L’intérêt particulier de Dora Tamana pour l’activisme se concentrait sur des programmes d’entraide tels qu’un comité alimentaire (Cape Town’s Women’s Food Committee), une coopérative de couture féminine et un programme de garde d’enfants, qui cherchait à ce que les autorités locales fournissent suffisamment de fournitures. Le programme a été extrêmement utile pendant la Seconde Guerre mondiale, lorsque le Women’s Food Committee a fait pression sur le gouvernement pour qu’il apporte de l’aide aux personnes dans le besoin.  Elle a fait avancer les luttes des femmes et a organisé sa communauté et les femmes dans des campagnes de défi contre les lois qui limitaient la circulation des gens.
De plus, Tamana a rejoint un certain nombre d’autres organisations politiques dans le cadre de son activisme. Pendant la Seconde Guerre mondiale, elle a vécu dans la colonie de Blouvlei, où elle est devenue politiquement active au sein de la Cape Flats Distress Association (CAFDA), un groupe dédié à l’amélioration des mauvaises conditions de vie des communautés africaines et autres.  Elle était membre de l’exécutif ici où elle a mis en place des jardins potagers et organisé des livraisons de lait frais pour les habitants des colonies.  Elle a rejoint le Parti communiste d’Afrique du Sud (CPSA) pendant cette période, et bientôt la Ligue des femmes du Congrès national africain (ANCWL), qui a été créée après que les femmes aient été autorisées à rejoindre le congrès. 
Elle s’est impliquée dans le Parti communiste d’Afrique du Sud (plus tard connu sous le nom de Parti communiste sud-africain - SACP) à la fin des années 30.  tant que membre du comité d’Athlone pour l’éducation maternelle dans le camp de Blouvlei au Cap, Dora Tamana a pu créer des crèches pour les enfants tout en créant des opportunités économiques pour les femmes afin qu’elles puissent subvenir aux besoins de leur famille. Les femmes de ce comité ont participé à la création de plusieurs écoles dans des zones défavorisées et elles ont également fondé le Maynardville Open-Air Theatre le 1er décembre 1950 (en tant que collecte de fonds pour des projets caritatifs). Dora Tamana a été rejointe par deux autres femmes de ce comité, Jean Bernadt, membre du Parti communiste, et Margaret Molteno, présidente du comité d’Athlone, pour construire une école et un centre de santé à Blouvlei,. 

#### Fédération des femmes sud-africaines (FEDSAW)
C’est par l’intermédiaire de Ray Alexander, l’un des fondateurs de la FEDSAW, au sein du CPSA, que Dora Tamana a pu s’impliquer pleinement dans le mouvement anti-apartheid.  Elle a joué un rôle de premier plan dans le mouvement anti-pass en 1953 et, en 1954, elle est devenue secrétaire nationale de la Fédération des femmes sud-africaines (FEDSAW).  L’une de ses premières actions mémorables dans ce rôle a été de prononcer le discours inaugural de la conférence. La FEDSAW avait des relations internationales avec la WIDF, ce qui lui a permis de se rendre au Congrès mondial des mères à Lausanne, en Suisse, en 1955.

##### Congrès mondial des mères 1955
La Fédération des femmes sud-africaines a choisi deux déléguées pour assister au Congrès des mères organisé par la Fédération démocratique internationale des femmes (WIDF) en 1955. Dora Tamana accompagne Lilian Ngoyi, déléguée et fondatrice de la FEDSAW, au Congrès. Le chemin vers le Congrès des Mères n’a pas été facile. Ni elle ni Ngoyi n’avaient de passeport officiel car il était difficile pour les femmes associées à ce travail d’en obtenir un.  Tamana et Ngoyi se sont cachés sur un bateau quittant Le Cap pour la Grande-Bretagne sous de fausses identités. En 1955, après avoir assisté au Congrès mondial des mères en Suisse avec Lillian Ngoyi, le gouvernement sud-africain lui interdit d’assister à des réunions politiques. 

###### Vie après le Congrès des Mères
Harcelée par la police et relocalisée hors de Blouvlei, elle a déménagé à Nyanga, où elle est restée jusqu’à la fin de sa vie.  Dans la soixantaine, elle a purgé deux peines de prison pour son activisme, et son fils Bothwell a été emprisonné et condamné à mort, qui a ensuite été transformé en prison à vie (il a ensuite été libéré, après l’indépendance du Zimbabwe).  Mais elle est restée activement impliquée dans les manifestations des femmes jusque dans les années 1970. En 1978, elle a organisé un rassemblement au Cap qui a créé l’Association des femmes unies, qui a été le précurseur d’une organisation qui a été créée plus tard, l’Organisation des femmes unies.  Elle a pris la parole lors de la réunion de lancement de l’Organisation des femmes unies en 1981. Son poème exhorte les prochaines générations de femmes sud-africaines à s’unir et à agir ensemble pour le changement :
Vous qui n’avez pas de paroles, parlez.
Vous qui n’avez pas de maison, parlez.
Vous qui n’avez pas d’écoles, parlez.
Vous qui devez fuir comme des poulets du vautour, parlez.
Partageons nos problèmes afin que nous puissions les résoudre ensemble.

Nous devons nous libérer.   

## Vie privée
Après la mort de son père, Dora Ntloko déménage à Queenstown dans les années 1930. Elle épouse John Tamana, avec qui elle a eu quatre enfants, mais un seul a survécu à l’enfance.  Elle était considérée comme la mère d’un certain nombre d’enfants, dont la plupart étaient ceux de sa sœur. Après un certain temps, Dora et son mari déménagent au Cap après avoir passé une longue période séparés. Peu de temps après, les deux ont divorcé et elle a commencé à s’occuper des enfants de sa sœur.  Dora Tamana est décédée en 1983, à l’âge de 82 ans, de la tuberculose. En 2015, une responsable gouvernementale Nomaindia Mfeketo a dédié un parc au Cap à Dora Tamana et lui a donné son nom. 

## Note et Références

### Note
- (en) Cet article est partiellement ou en totalité issu de l’article de Wikipédia en anglais intitulé « Dora Tamana » (voir la liste des auteurs).